# فوت مکعب

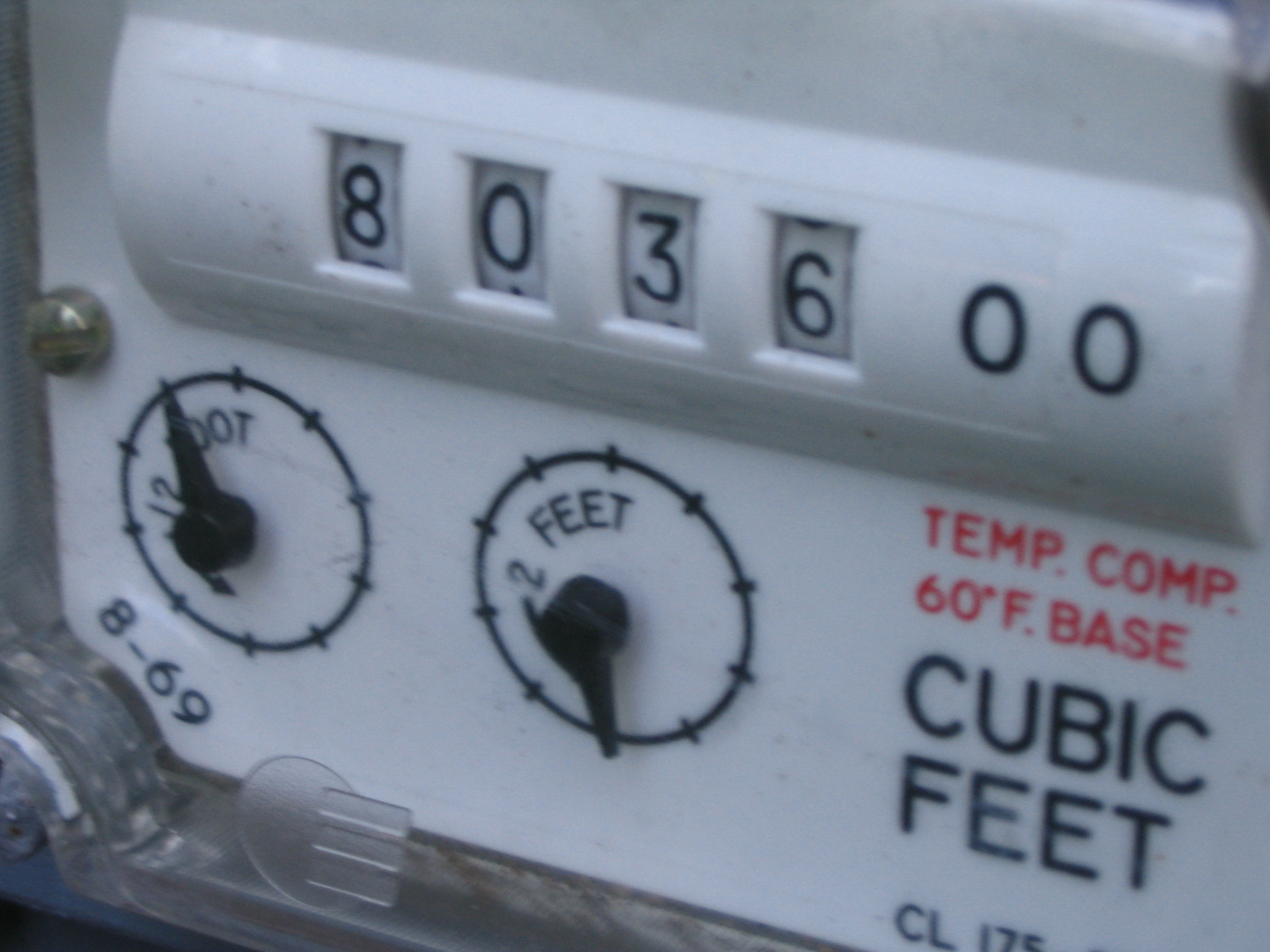
فوت مکعب یکای حجم در دستگاه امپراتوری

فوت مکعب یکای حجم در دستگاه امپراتوری (امپریال یا بریتانیایی) و دستگاه آمریکایی است که در ایالات متحده و پادشاهی متحده استفاده می‌شود. این یکا بنا بر تعریف برابر با حجم مکعبی است که هر یک از اضلاع آن ۱ فوت (۰٬۳۰۴۸ متر) طول داشته باشد. برای اندازه‌گیری فوت مکعب از ضرب طول در عرض در ارتفاع استفاده می‌شود.

## تبدیل‌ها
| ۱ فوت مکعب | = ۱۷۲۸ اینچ مکعب                | = ۱۷۲۸ اینچ مکعب |
| ۱ فوت مکعب | =۱⁄۲۷ یارد مکعب                 |                  |
| ۱ فوت مکعب | ≈ ۰٬۰۳۷۰۳۷۰۳۷۰۳۷۰۳۷ یارد مکعب   |                  |
| ۱ فوت مکعب | =۰٫۰۲۸۳۱۶۸۴۶۵۹۲ متر مکعب        |                  |
| ۱ فوت مکعب | =۲۸٬۳۱۶۸۴۶۵۹۲ لیتر              |                  |
| ۱ فوت مکعب | =۵۷۶⁄۷۷ گالن مایع (آمریکا)      |                  |
| ۱ فوت مکعب | =۱۷۲۸⁄۲۳۱ گالن مایع             |                  |
| ۱ فوت مکعب | ≈ ۷٬۴۸۰۵۱۹۴۸ گالن مایع          |                  |
| ۱ فوت مکعب | = ۷۳۷۲۸⁄۷۷ اونس مایع (آمریکا)   |                  |
| ۱ فوت مکعب | ≈ ۹۵۷٬۵۰۶۴۹۳۵۰ اونس مایع        |                  |
| ۱ فوت مکعب | ≈ ۶٬۲۲۸۸۳۵۴۶ گالن امپراتوری     |                  |
| ۱ فوت مکعب | ≈ ۹۹۶٬۶۱۳۶۷ اونس مایع امپراتوری |                  |
| ۱ فوت مکعب | ≈ ۰٬۸۰۳۵۶۳۹۱۳ بوشل آمریکایی     |                  |
| ۱ فوت مکعب | ≈ ۰٬۱۷۸۱۰۷۶ بشکه نفت            |                  |

## نمادها
نماد بین‌المللی مورد توافقی برای فوت مکعب وجود ندارد اما از سمبل‌های زیر برای نمایش آن استفاده می‌شود:
- cubic feet, cubic foot, cubic ft
- cu ft, cuft, cu.ft, cb ft, cbft, cb.ft, cbf, cu feet, cu foot
- ft³, feet³, foot³
- feet^۳, foot^۳, ft^۳
- feet/-۳, foot/-۳, ft/-۳ ft

- CCF برای ۱۰۰ فوت مکعب (C برای سنتوم به‌معنای صد. مورد استفاده در قبوض آب و گاز طبیعی مشترکین خانگی)
- MCF برای ۱۰۰۰ فوت مکعب (M برای میل به‌معنای هزار)
- MMCF برای ۱٬۰۰۰٬۰۰۰ فوت مکعب (۲۸٬۰۰۰ متر مکعب)
- MMCFD برای میلیون‌ها فوت مکعب در روز.[۱]
- BCF برای یک میلیارد فوت مکعب[۲]
- TCF برای یک تریلیارد فوت مکعب.[۱][۲]
- TMC برای هزار میلیون فوت مکعب (معمولاً برای اشاره به ظرفیت ذخیره‌سازی و حجم واقعی سدها به‌کار می‌رود)